# Kobané
Kobané (kurde : Kobanî API : [koˈbaːniː] ou Kobanê API : [koˈbaːne]) officiellement Aïn al-Arab (arabe : عين العرب nord levantin : [ʕeːn elˈʕɑrɑb]) est une ville du gouvernorat d'Alep, dans le nord de la Syrie. Sa population s'élevait à 44 821 habitants en 2004 et elle est habitée par des Kurdes, des Arabes, des Turkmènes et des Arméniens selon une estimation de 2013.
Durant la guerre civile syrienne, la ville est le théâtre, à partir de septembre 2014, d'une importante bataille entre l'État islamique et les YPG (Yekîneyên Parastina Gel, « unités de protection du peuple », la branche armée du Parti de l'union démocratique du Kurdistan syrien). Elle est reprise à la fin janvier 2015 par le YPG mais considérée comme « détruite ». La ville est régulièrement pilonnée par les jets et drones de l’Armée de l’air turque du fait de sa position proche de la frontière.
À la mi-octobre 2019, les forces kurdes ont accepté l’entrée de l’armée syrienne et de la police militaire russe dans le but d’empêcher la Turquie d’envahir la ville.

## Géographie
Kobané se trouve à la frontière turque, à proximité de la ville turque de Suruç.

## Toponymie
Le nom kurde de la ville, Kobanê, vient de la société allemande qui a construit le chemin de fer autour duquel la ville a été bâtie, « Kompany bahn ».

## Histoire
Kobani est construite en 1912 autour d'une gare du chemin de fer Berlin-Bagdad. La voie relie Bagdad et Ankara. 
En 1915, les réfugiés arméniens qui fuyaient le génocide ont fondé un village près de la gare. Ils seront rejoints par les Kurdes des régions voisines.
Lors de la démarcation de la frontière avec la Turquie en 1921, une partie de la ville se retrouve de l'autre côté de la frontière.
Au XXe siècle, il y avait trois églises arméniennes dans la ville mais la plupart de la population arménienne a émigré en Union soviétique dans les années 1960. Les infrastructures de la ville ont été réalisées par les autorités françaises et certains bâtiments de construction française existent encore aujourd'hui.
Pendant la guerre civile syrienne, la ville est passée sous le contrôle des forces kurdes Yekîneyên Parastina Gel (YPG) dès 2012, pour qui cette région constitue un grand symbole tant stratégique que culturel (le leader kurde Abdullah Öcalan y était le 2 juillet 1979, peu après la fondation du PKK).
En juillet 2014, l'État islamique essaie de prendre le contrôle de la ville puis de nouveau en septembre 2014. Beaucoup de combats ont lieu dans la ville entre l'État islamique et les YPG qui fut aidé par les frappes aériennes de la coalition internationale. Le 25 janvier 2015, la ville est reprise entièrement par les YPG mais cette dernière n'est plus qu'un amas de ruines et de bâtiments éventrés, témoignant de la violence des affrontements ayant eu lieu durant plusieurs mois. Les médias français estiment qu'environ 75 % de la ville a été détruit et la ville a pu être surnommée le « Stalingrad du Moyen-Orient »,,.
Les 25 et 26 juin 2015, l'État islamique lance une offensive suicide sur Kobané faisant plus de 200 victimes civiles. Le 27 juin, les forces kurdes réussissent à repousser les djihadistes de la ville.
Le 10 décembre 2024, des dizaines de frappes aériennes visent la région de Kobané, où l’ANS bénéficie du soutien des avions de combat et des drones armés turcs.
Le 2 janvier 2025, un drone de reconnaissance de type « Bayraktar TB2 » est abattu par les FDS.

## Personnalités
- Bozan Shaheen Bey (1890-1968), personnalité politique kurde, est mort à Kobané.